# Braintree
|  | Aquest article tracta sobre la ciutat anglesa. Vegeu-ne altres significats a «Braintree (desambiguació)». |

Braintree és un poble del districte de Braintree, Essex, Anglaterra. Té una població de 43.049 habitants i districte de 150.999. Al Domesday Book (1086) està escrit amb la forma Branchetreu.